# Nachtskink
De nachtskink (Scincopus fasciatus) is een hagedis die behoort tot de familie skinken (Scincidae).

## Naam en indeling
De wetenschappelijke naam van de skink werd voor het eerst voorgesteld door Wilhelm Peters in 1864. Het is de enige soort uit het monotypische geslacht Scincopus. De nachtskink is sterk verwant aan de zandskinken uit het geslacht Scincus.

## Uiterlijke kenmerken
De skink kan een totale lichaamslengte tot 22 centimeter bereiken inclusief staart en is hierdoor een van de grootste skinken. Omdat het lichaam gedrongen is en de staart zeer kort, is het lichaam van de skink relatief veel groter in vergelijking met andere hagedissen. De poten en tenen zijn kort en dik, de staart is slechts een derde van de lichaamslengte en door de chroomgele kleur en zwarte markeringen heeft de skink in combinatie met de lichaamsbouw wel iets weg van een vuursalamander. De nachtskink is met geen enkele andere hagedis te verwarren door de helder gele lichaamskleur met zeven donkere tot zwarte dwarsbanden.

## Verspreiding en habitat
De nachtskink komt voor in delen van Noord-Afrika en leeft in de landen Algerije, Tsjaad, Libië, Mali, Marokko, Mauritanië, Niger, Sudan en Tunesië. De skink is nachtactief en houdt zich overdag schuil. Op het menu staan kleine ongewervelden, veel over de levenswijze van deze soort is nog onbekend.
Door de internationale natuurbeschermingsorganisatie IUCN is de beschermingsstatus 'onzeker' toegewezen (Data Deficient of DD).

## Ondersoorten
De skink kent twee ondersoorten die onderstaand zijn weergegeven, inclusief de auteur en het verspreidingsgebied.
| Naam                               | Auteur              | Verspreidingsgebied                                                                 |
| ---------------------------------- | ------------------- | ----------------------------------------------------------------------------------- |
| Scincopus fasciatus fasciatus      | Peters, 1864        | Algerije, Libië, Mali, Marokko, Mauritanië, Niger, Sahara-woestijn, Tsjaad, Tunesië |
| Scincopus fasciatus melanocephalus | Lanza & Corsi, 1981 | Soedan                                                                              |